# Renzo Tytens
Renzo Tytens (Brasschaat, 23 juni 2005) is een Belgisch voetballer die onder contract staat bij PSV.

## Clubcarrière
Tytens sloot zich in 2015 aan bij de jeugdopleiding van PSV. In juni 2022 ondertekende hij er zijn eerste profcontract. Op 13 februari 2023 maakte Tytens zijn profdebuut in het shirt van Jong PSV, het tweede elftal van PSV dat uitkomt in de Eerste divisie: in de thuiswedstrijd tegen ADO Den Haag, die met 1-2 verloren ging, mocht hij van trainer Adil Ramzi in de basis beginnen.

## Clubstatistieken
| Seizoen         | Club            | Land               | Competitie      | Competitie | Competitie | Beker | Beker | Supercup | Supercup | Europees | Europees | Totaal | Totaal |
| Seizoen         | Club            | Land               | Competitie      | Wed.       | Dlp.       | Wed.  | Dlp.  | Wed.     | Dlp.     | Wed.     | Dlp.     | Wed.   | Dlp.   |
| --------------- | --------------- | ------------------ | --------------- | ---------- | ---------- | ----- | ----- | -------- | -------- | -------- | -------- | ------ | ------ |
| 2022/23         | Jong PSV        | Vlag van Nederland | Eerste divisie  | 3          | 0          | —     | —     | —        | —        | —        | —        | 3      | 0      |
| Carrière totaal | Carrière totaal | Carrière totaal    | Carrière totaal | 3          | 0          | 0     | 0     | 0        | 0        | 0        | 0        | 3      | 0      |

Bijgewerkt op 14 februari 2023.